# Loga (Leer)
Der Leeraner Stadtteil Loga liegt im Osten der Stadt Leer (Ostfriesland). Loga gehört zu den größeren Stadtteilen und liegt an den Flüssen Leda und Jümme. Ursprünglich war Loga ein selbständiges Dorf mit dem Ortskern südlich der Hauptstraße, wo eine evangelisch-lutherische und eine evangelisch-reformierte Kirche stehen.

## Geschichte
Loga wurde im Jahr 930 im Urbar des Klosters Werden erwähnt. 1430 schlossen die ostfriesischen Häuptlinge in Loga den Freiheitsbund der Sieben Ostfrieslande gegen die Herrschaft Focko Ukenas.
Graf Ulrich II. von Ostfriesland belehnte im Jahr 1642 den Oberst Erhard von Ehrentreuter mit der jungen Herrlichkeit Loga, die auch Logabirum umfasste. Der Graf hatte beim Oberst nämlich Schulden, die er nicht zurückzahlen konnte. Der Oberst ließ ein Schloss errichten, das er nach seiner Frau Eva von Ungnad Evenburg nannte. Später wurde ihr Schwiegersohn Freiherr Gustav Wilhelm von Wedel mit der Herrlichkeit belehnt. Philipp von Wedel erbaute 1730 die Philipsburg.
Im Jahre 1968 wurde Loga nach Leer eingemeindet.

## Wappen
| | Blasonierung: „Gespalten von Grün und Silber (Weiß); vorn ein silberner (weißer) Wellenbalken, hinten die halbe Felge eines roten Kammrades am Spalt.“ |
| Wappenbegründung: Das Wappen wurde von Otto Korn aus Münster entworfen. Die Kammfelge ist dem Wappen der in Loga seit Generationen ansässigen Familie der Grafen von Wedel, den Besitzern der früheren Herrlichkeit Evenburg, entnommen. Der Wellenbalken soll die in der Nähe Logas vorbeifließende Leda, das Grün den Waldreichtum der Gemeinde symbolisieren. | |

## Sehenswürdigkeiten
Die beiden auf Veranlassung der Grafen von Wedel in Loga errichteten Schlösser, die im Volksmund allerdings traditionell als Burgen bezeichnet werden: Die Evenburg mit einer Vorburg und einem Park sowie die Philippsburg, ebenfalls mit einem gleichnamigen Park ausgestattet.
Neben den Parks bei den Logaer Schlössern gehört der 32 ha große Julianenpark in diesem Leeraner Stadtteil zu den historischen Parks, die von der Grafenfamilie von Wedel angelegt und gestaltet wurden.
Gegenüber der Vorburg der Evenburg erhebt sich wie ein Leuchtturm der 1839 errichtete Turm der evangelisch-reformierten Kirche. Die Kirche wurde gegen Ende des 13. Jahrhunderts als Langhaus im romanischen Stil erbaut.
In der Nähe der Hauptstraße Logas steht die 1891 im neugotischen Stil erbaute evangelisch-lutherische Friedenskirche.
Im Logaer Ortsteil Wiltshausen befindet sich die Pünte,  eine handbetriebene historische Binnenfähre über die Jümme.

## Schulen und Vereine
In Loga gibt es die Grundschule Daalerschule, und die ehemalige Orientierungsstufe Möörkenschule, die zum Schuljahr 2004/2005 eine Realschule wurde.
Seit 1930 besteht in Loga der Sportverein Frisia Loga (offiziell: Sportverein Frisia Loga von 1930 e. V.), der mit zu den größten in Leer zählt.
Im Jahre 1926 gründete sich der Schützenverein Loga e. V.

## Persönlichkeiten
- Franz Hesse (1917–2013), evangelisch-reformierter Theologe und Hochschullehrer
- Martha Köppen-Bode (1866–1958), Schriftstellerin und Politikerin, lebte von 1942 bis zu ihrem Tod in Loga.
- Anton van Norden (1879–1955), Architekt und Stadtbaumeister der Stadt [Peine]
- Johann Gerhard Telting (1786–1845), Deputierter der Zweiten Kammer der Hannoverschen Ständeversammlung